# Maximilian Linder

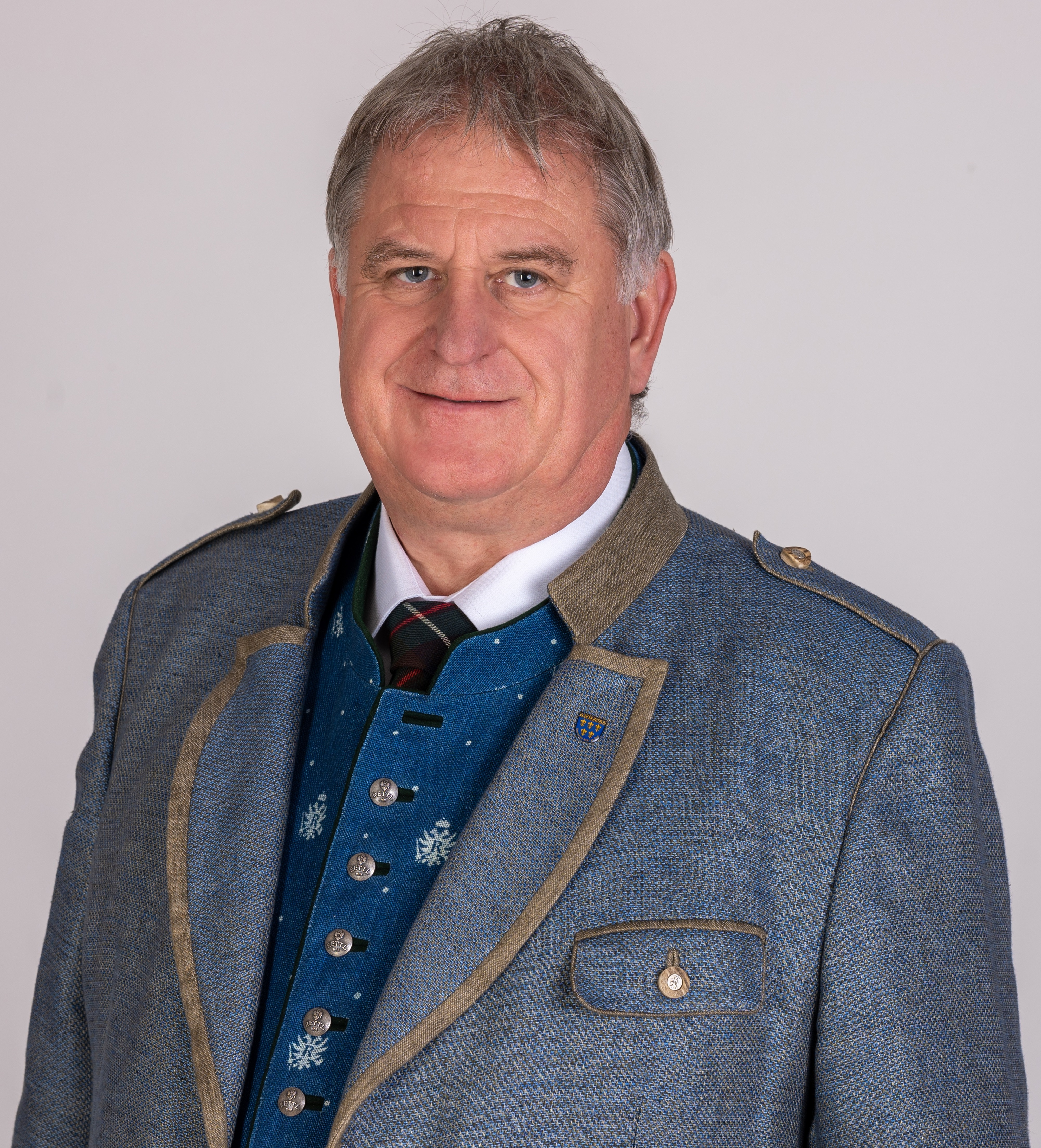
Maximilian Linder Nationalratsabgeordneter Kärnten

Maximilian Linder (* 22. März 1965 in Villach) ist ein österreichischer Politiker (FPK, früher FPÖ bzw. BZÖ) sowie Gast- und Landwirt. Linder war von 2008 bis 2013 Abgeordneter zum österreichischen Nationalrat, von November 2017 bis Oktober 2019 gehörte er diesem wieder an. Vom 29. April 2021 bis Mai 2023 war er Abgeordneter zum Kärntner Landtag. Seit April 2023 ist er wieder Nationalratsabgeordneter und Bezirksparteiobmann in Villach Land.

## Ausbildung und Beruf
Linder besuchte zunächst von 1971 bis 1975 die Volksschule in Afritz am See und im Anschluss bis 1977 die Hauptschule in Radenthein. 1977 wechselte er an die Hauptschule in Gegendtal (Treffen), die er bis 1979 besuchte. Danach absolvierte Linder bis 1981 die landwirtschaftliche Fachschule Stiegerhof, die landwirtschaftliche Meisterprüfung legte er 1988 ab. 1984 erwarb er zudem die Konzessionsprüfung für Gastgewerbe. Linder absolvierte zwischen 1984 und 1985 den Präsenzdienst.
Linder war zwischen 1979 und 1981 als Landwirt tätig und war danach bis 1988 in der elterlichen Gast- und Landwirtschaft beschäftigt. Seit 1989 ist er als Gast- und Landwirt selbständig.

## Politik
Linder war zwischen 1985 und 1991 Ersatzmitglied des Gemeinderates in der Gemeinde Feld am See. 1991 wurde er in den Gemeinderat der Gemeinde Afritz am See gewählt, 1997 stieg er zum 2. Vizebürgermeister der Gemeinde auf. 2003 wurde er zum Bürgermeister von Afritz am See gewählt. Linder war zunächst Mitglied der FPÖ, wechselte jedoch nach der Spaltung der FPÖ, wie die meisten Kärntner FPÖ-Funktionäre, zum BZÖ. Im Jahr 2007 wurde Linder zum Bezirksparteiobmann des BZÖ Villach-Land gewählt. Linder kandidierte bei der Nationalratswahl 2008 und erzielte ein Direktmandat im Regionalwahlkreis Villach. Er wurde am 28. Oktober 2008 als Abgeordneter des BZÖ angelobt und übernahm im BZÖ-Parlamentsklub die Funktion des Bereichssprechers für Tourismus. Am 16. Dezember 2009 spaltete sich das Kärntner BZÖ wie auch die 17 Landtagsabgeordneten, die 2 Bundesräte und 3 Nationalräte – darunter Linder – vom Bundes-BZÖ ab und strebte als FPK eine enge Kooperation mit der FPÖ an. 2013 schied zum Ende der Gesetzgebungsperiode aus dem Nationalrat aus.
Im Kärntner Landtag rückte er mit 29. April 2021 für Christian Leyroutz als Abgeordneter in der 32. Gesetzgebungsperiode nach. Von Oktober 2005 bis Mitte 2021 war Linder Vizepräsident des Kärntner Gemeindebundes. Im August 2021 und im Mai 2024 wurde er als FPÖ-Bezirksparteiobmann im Bezirk Villach-Land bestätigt.
Nach dem Wechsel von Erwin Angerer in den Landtag nach der Landtagswahl in Kärnten 2023 übernahm er im April 2023 dessen Nationalratsmandat, für Lindner rückte im Mai 2023 Markus di Bernardo im Landtag nach.

## Privates
Linder ist seit 1989 verheiratet und Vater eines Sohnes sowie zweier Töchter.